# Ерик Долфи
Ерик Алън Долфи – младши (на английски: Eric Allan Dolphy, Jr.) е американски джаз алт саксофонист, също с изяви на флейта и бас кларинет. Свири и на кларинет, и пиколо. Среща широка известност през 60-те като изпълнител на много инструменти. Остава в архивите като един от първите големи солови бас кларнетисти в джаза, с голям принос за развитието на границите и езика на алт саксофона, и един от инициаторите на соловата джаз флейта.
В импровизациите си използва големи интервали, както и широк спектър от техники за репродуциране на човешки и животински звуци. Понякога е класифициран като фрий джаз, но композициите и солата му са често базирани на тонална бибоп хармония и мелодийни линии, които загатват за влияния от съвременни класически композитори, като Бела Барток и Игор Стравински.
|  | Тази страница частично или изцяло представлява превод на страницата Eric Dolphy в Уикипедия на английски. Оригиналният текст, както и този превод, са защитени от Лиценза „Криейтив Комънс – Признание – Споделяне на споделеното“, а за съдържание, създадено преди юни 2009 година – от Лиценза за свободна документация на ГНУ. Прегледайте историята на редакциите на оригиналната страница, както и на преводната страница, за да видите списъка на съавторите. ВАЖНО: Този шаблон се отнася единствено до авторските права върху съдържанието на статията. Добавянето му не отменя изискването да се посочват конкретни източници на твърденията, които да бъдат благонадеждни. |